# Angelcy
Angelcy, est une chanteuse congolaise active en France.

## Discographie

### Singles
- 2018: Pour toi
- 2019: T'as capté
- 2019: Sans effet
- 2020: Mère à palais (feat. Jason.K)
- 2020: C'est Dead
- 2021: Marrakech
- 2021: Laisser faire Or[1]
- 2021: T'as la dalle
- 2022: Trop fait
- 2022: Dans ma tête
- 2022: Money
- 2023: JAMAIS
- 2023: Tudo Bem (feat Kany)
- 2024: Trop Canon
- 2024: T'essaies Pas
- 2025: Pas de Ralentir (feat. Jungeli)

## Distinction
- 2021: Nomination aux NRJ Music Awards (révélation francophone de l'année)[2]